# Котс (Міннесота)
Котс (англ. Coates) — місто (англ. city) в США, в окрузі Дакота штату Міннесота. Населення — 147 осіб (2020).

## Географія
Котс розташований за координатами 44°42′57″ пн. ш. 93°1′56″ зх. д. / 44.71583° пн. ш. 93.03222° зх. д. (44.715936, -93.032123).  За даними Бюро перепису населення США в 2010 році місто мало площу 3,64 км², уся площа — суходіл.

## Демографія
Згідно з переписом 2010 року, у місті мешкала 161 особа в 66 домогосподарствах у складі 41 родини. Густота населення становила 44 особи/км².  Було 71 помешкання (20/км²).
Расовий склад населення:
| - 96,3 % — білих - 2,5 % — азіатів |

До двох чи більше рас належало 1,2 %. Частка іспаномовних становила 2,5 % від усіх жителів.
За віковим діапазоном населення розподілялося таким чином: 23,0 % — особи молодші 18 років, 67,1 % — особи у віці 18—64 років, 9,9 % — особи у віці 65 років та старші. Медіана віку мешканця становила 36,2 року. На 100 осіб жіночої статі у місті припадало 130,0 чоловіків;  на 100 жінок у віці від 18 років та старших — 134,0 чоловіків також старших 18 років.
Середній дохід на одне домашнє господарство  становив 77 783 долари США (медіана — 68 750), а середній дохід на одну сім'ю — 83 482 долари (медіана — 67 500). За межею бідності перебувало 5,0 % осіб, у тому числі 0,0 % дітей у віці до 18 років та 0,0 % осіб у віці 65 років та старших.
Цивільне працевлаштоване населення становило 70 осіб. Основні галузі зайнятості: виробництво — 22,9 %, оптова торгівля — 17,1 %, мистецтво, розваги та відпочинок — 12,9 %, роздрібна торгівля — 10,0 %.